# Острови Дісаппоінтмент

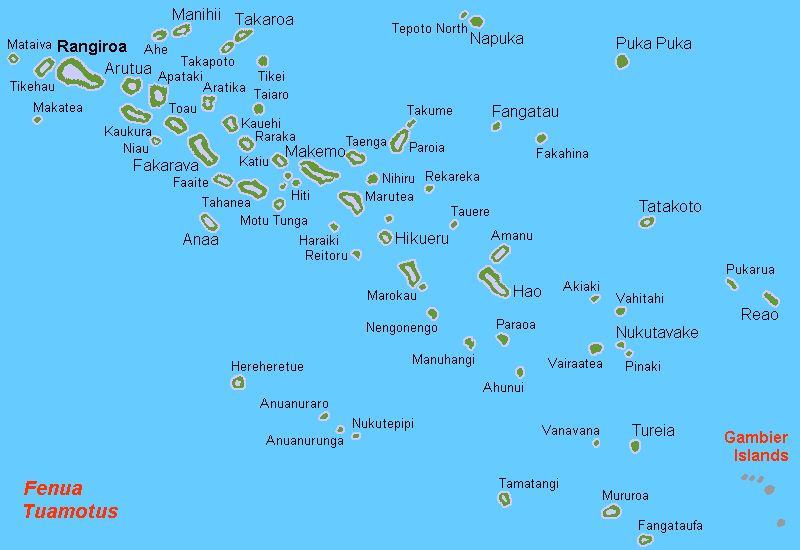
Острови Дісаппоінтмент розташовані на північно-східних просторах Туамоту.

Острови Дісаппоінтмент (фр. Îles du Désappointement) — підгрупа архіпелагу Туамоту у Французькій Полінезії. Вони розташовані на північний схід, далі від основної групи Туамоту.
Острови Дісаппоінтмент — невелика група коралових островів, до складу якої входять острів Тепото та атол Напука. Пука-Пука, у 290 км на їх південний схід, часто включають до цієї підгрупи.
Ці острови посушливі та не дуже сприятливі для проживання людей.

## Демографія
Острови Дісаппоінтмент малонаселені. Мешканці переважно корінні полінезійці. За даними перепису населення 2002 року, населення островів таке:
- Тепото: 54
- Напука: 257
- Пука-Пука: 197

## Адміністрація
Адміністративно острів Тепото належить до комуни Напука, а Пука-Пука має власну комуну.

## Історія
Західні острови Дісаппоінтмент, Тепото і Напука, були колонізовані мандрівниками з сусіднього Туамоту, але Пука-Пука була колонізована поселенцями з Маркізьких островів, які розташовані за кілька сотень кілометрів на північний схід.
Першим європейцем, який побачив ці острови, був Фернан Магеллан у своїй експедиції 1520 року на Філіппіни та Молуккські острови. Він назвав їх «Злощасними островами» (Ilhas Desafortunadas), тому що його моряки не могли знайти там джерело води, з якого можна було б поповнити запаси під час шляху до Філіппінських островів.
Подальші європейські контакти з атолом Напука відбулися лише через два століття, у 1765 році, британським дослідником Джоном Байроном. Він назвав Напука і Тепото «Островами розчарування», оскільки виявив, що місцеві жителі вороже ставляться до нього. Острови також відвідала дослідницька експедиція США в 1839 році.